# Brian Lewis
Brian Lewis (Sacramento, 5 december 1974) is een Amerikaanse atleet en olympisch kampioen, die gespecialiseerd is in de sprint.

## Biografie
Tot aan het begin van zijn sportcarrière speelde Lewis honkbal. Zijn vader en zijn broer zijn beide professionele honkbalspelers. Hij begon met atletiek, omdat hij niet door zijn vader getraind wilde worden. Hij studeerde aan de Highlands High School (1993), Blinn JC (1994), Norfolk State (1997).
In 1997 nam Brian Lewis deel aan de 4 x 100 m estafette op de wereldkampioenschappen atletiek 1997 in Athene, maar slaagde er niet in het estafettestokje over te dragen aan Tim Montgomery. Op de Goodwill Games in 1998 werd Lewis derde op de 100 m. Hij finishte in 10,25 s achter zijn landgenoot Maurice Greene (9,96) en Ato Boldon uit Trinidad en Tobago (10,00).
In 1999 beleefde Lewis een sterk jaar. Hij werd Amerikaans kampioen op de 100 m en won op het WK 1999 in Sevilla een gouden medaille op de 4 x 100 m estafette. Met zijn teamgenoten Jon Drummond, Tim Montgomery en Maurice Greene finishte hij in 37,59 voor het Britse team, dat een Europees record liep. Individueel sneuvelde hij in de halve finale van de 100 m.
Ook op de Olympische Spelen van 2000 in Sydney was Lewis in vorm. Hij startte als derde loper op de 4 x 100 meter estafette en won met zijn teamgenoten Jon Drummond, Bernard Williams en Maurice Greene een gouden medaille.

## Titels
- Olympisch kampioen 4 x 100 m - 2000
- Wereldkampioen 4 x 100 m - 1999
- Amerikaans kampioen 100 m - 1999

## Persoonlijke records
Outdoor
| Onderdeel | Prestatie | Datum       | Plaats  |
| --------- | --------- | ----------- | ------- |
| 100 m     | 9,99 s    | 4 mei 2002  | Cayenne |
| 200 m     | 20,06 s   | 21 mei 2000 | Kourou  |

Indoor
| Onderdeel | Prestatie | Datum            | Plaats     |
| --------- | --------- | ---------------- | ---------- |
| 50 m      | 5,66 s    | 24 februari 2002 | Liévin     |
| 60 m      | 6,54 s    | 15 februari 1998 | Birmingham |
| 200 m     | 20,65 s   | 28 februari 1997 | Atlanta    |

## Palmares

### 100 m
Kampioenschappen
- 1998:  Goodwill Games - 10,25 s
- 1998: 6e Grand Prix Finale - 10,16 s
- 2000: 5e Grand Prix Finale - 10,52 s

Golden League-podiumplekken
- 2000:  Meeting Gaz de France – 10,10 s
- 2000:  Bislett Games – 10,12 s

### 200 m
Golden League-podiumplek
- 1998:  Memorial Van Damme – 20,52 s

### 4 x 100 m
- 1997: DNF WK
- 1999:  WK - 37,59 s
- 2000:  OS - 37,61 s

1912: Jacobs, Macintosh, d'Arcy, Applegarth ·
1920: Paddock, Scholz, Murchison, Kirksey ·
1924: Clarke, Hussey, Leconey, Murchison ·
1928: Wykoff, Quinn, Borah, Russell ·
1932: Kiesel, Toppino, Dyer, Wykoff ·
1936: Owens, Metcalfe, Draper, Wykoff ·
1948: Ewell, Wright, Dillard, Patton ·
1952: Smith, Dillard, Remigino, Stanfield ·
1956: Murchison, King, Baker, Morrow ·
1960: Cullmann, Hary, Mahlendorf, Lauer ·
1964: Drayton, Ashworth, Stebbins, Hayes ·
1968: Greene, Pender, Smith, Hines ·
1972: Black, Taylor, Tinker, Hart ·
1976: Glance, Jones, Hampton, Riddick ·
1980: Moeravjov, Sidorov, Prokofjev, Aksinin ·
1984: Graddy, Brown, Smith, Lewis ·
1988: Bryzgin, Krylov, Moeravjov, Savin ·
1992: Marsh, Burrell, Mitchell, Lewis ·
1996: Esmie, Gilbert, Surin, Bailey ·
2000: Drummond, Williams, Lewis, Greene ·
2004: Gardener, Campbell, Devonish, Lewis-Francis ·
2008: Bledman, Burns, Callender, Thompson ·
2012: Carter, Frater, Blake, Bolt ·
2016: Powell, Blake, Ashmeade, Bolt ·
2020: Desalu, Jacobs, Patta, Tortu ·
2024: Brown, Blake, Rodney, De Grasse
1983 King, Gault, Smith, Lewis ·
1987 McRae, McNeill, Glance, Lewis ·
1991 Cason, Burrell, Mitchell, Lewis ·
1993 Drummond, Cason, Mitchell, Burrell ·
1995 Esmie, Gilbert, Surin, Bailey ·
1997 Esmie, Gilbert, Surin, Bailey ·
1999 Drummond, Montgomery, Lewis, Greene ·
2001 Nagel, du Plessis, Newton, Quinn ·
2003 Capel, Williams, Patton, Johnson ·
2005 Doucouré, Pognon, De Lépine, Dovy ·
2007 Patton, Spearmon, Gay, Dixon ·
2009 Mullings, Frater, Bolt, Powell ·
2011 Carter, Frater, Blake, Bolt ·
2013 Carter, Bailey-Cole, Ashmeade, Bolt ·
2015 Carter, Powell, Ashmeade, Bolt ·
2017 Ujah, Gemili, Talbot, Mitchell-Blake ·
2019 Coleman, Gatlin, Rodgers, Lyles ·
2022 Brown, Blake, Rodney, De Grasse ·
2023 Coleman, Kerley, Carnes, Lyles